# Hemlock (Míchigan)
Hemlock es un lugar designado por el censo ubicado en el condado de Saginaw en el estado estadounidense de Míchigan. En el Censo de 2010 tenía una población de 1466 habitantes y una densidad poblacional de 222,58 personas por km².

## Geografía
Hemlock se encuentra ubicado en las coordenadas 43°25′18″N 84°14′24″O / 43.42167, -84.24000. Según la Oficina del Censo de los Estados Unidos, Hemlock tiene una superficie total de 6.59 km², de la cual 6.52 km² corresponden a tierra firme y (0.94%) 0.06 km² es agua.

## Demografía
Según el censo de 2010, había 1466 personas residiendo en Hemlock. La densidad de población era de 222,58 hab./km². De los 1466 habitantes, Hemlock estaba compuesto por el 97.14% blancos, el 0.07% eran afroamericanos, el 0.2% eran amerindios, el 0.14% eran asiáticos, el 0% eran isleños del Pacífico, el 0.75% eran de otras razas y el 1.71% pertenecían a dos o más razas. Del total de la población el 3.34% eran hispanos o latinos de cualquier raza.